# Pseudomiza limbata
Pseudomiza limbata är en fjärilsart som beskrevs av Alfred Ernest Wileman 1915. Pseudomiza limbata ingår i släktet Pseudomiza och familjen mätare. Inga underarter finns listade.